# Christian Wilhelm Kindleben

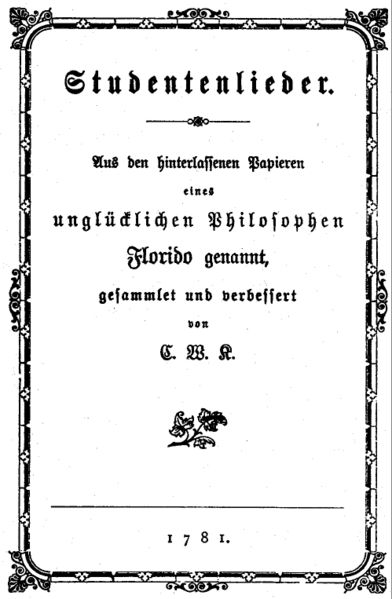
Studentenlieder – Titelblad till första upplagan av Studentenliederbuchs Deutschlands från 1781

Christian Wilhelm Kindleben (även Kindlebn, pseudonym Michael Brephobius), född den 4 oktober 1748 i Berlin, död  1785 i Jena var en tysk teolog, författare och publicist. Känd som upphovsman till studentvisan De brevitate vitae (som även kallas Gaudeamus igitur).